# Casa Rabaseda
La Casa Rabaseda és un edifici situat al carrer de la Diputació, 158 de Barcelona, catalogat com a bé cultural d'interès local.

## Història
Va ser projectat el 1912 per l'arquitecte Ferran Romeu i Ribot per a Joan Rabaseda.

## Descripció
Consta de planta baixa, cinc pisos i terrat. L'accés principal dona pas a un vestíbul d'accés al celobert central del que sorgeix l'escala de veïns i l'ascensor.
La façana de la casa, a cavall entre el modernisme i el noucentisme, estructura les seves obertures en eixos verticals i horitzontals de ritme regular i segueix una estricta simetria. La planta baixa, íntegrament acabada amb pedra de Montjuïc de diverses textures, s'obre al carrer per mitjà d'un portal en forma d'arc escarser flanquejat per dues columnes jòniques que sostenen dos pinacles ornats amb volutes i relleus vegetals. Sobre la porta s'hi obre un ull de bou de vidre ornat amb una garlanda de roses i sobre el qual reposa un tríglif que sosté un gerro amb la inscripció «trevallant se fa la casa.» Flanquejant dit portal s'hi obren dos grans portals que donen accés a les botigues de la planta baixa. Aquests portals, coronats amb un arc ondulant, contenen en llurs carcanyols les grans mènsules esculpides amb roses que sostenen les llosanes dels balcons del principal. Aquests balcons, amb llosana de pedra de perfil mixtilini, presenten una curiosa barana de ferro forjat amb barrots helicoïdals bombats, aplics en forma de rosa i unes brides de ferro per posar-hi tests. La resta de balcons de l'edifici agrupen les portes en dues parelles i presenten formes semicirculars als angles de llurs llosanes, realitzades amb perfils metàl·lics i solera ceràmica.
La façana es presenta revestida amb esgrafiats d'inspiració floral que sorgeixen del gerro damunt del portal i que s'amotllen als emmarcaments de pedra dels balcons. El coronament conté els respiradors de la solera del terrat i està realitzat amb maó vist, formant un ràfec molt pronunciat de fusta i teules.